# Viva il cinema!
Viva il cinema! è un film del 1952 diretto da Giorgio Baldaccini e Enzo Trapani.

## Trama
Tonino, giovane commesso, timido, fidanzato con la vicina di casa Palmina, è un appassionato di cinema. Ha scritto un soggetto cinematografico e sogna di vederlo realizzato sul grande schermo. La fidanzata, per aiutarlo, chiede aiuto al padrino Gambalesta, ex divo del cinema muto, ma i vecchi compagni a cui quest'ultimo si rivolge non sono in grado di contribuire se non con doni in natura: pecore, vasche da bagno. Tonino va a Cinecittà e contatta qualche attore, ma viene deriso e allontanato quando, invece del denaro, dichiara di poter offrire solo compensi in natura. Sfiduciato e disilluso, il giovane scopre sulla sua pelle che l'impresa non può essere portata a termine e fugge facendo perdere ogni traccia di sé. La fidanzata con l'aiuto di Gambalesta si mette disperatamente alla sua ricerca e, ritrovatolo, si rende conto che Tonino ha finalmente abbandonato le sue velleità di autore. Insieme scoprono di poter vivere ugualmente felici e realizzati continuando la loro vita da commessi.